# Антиколлекторское агентство
Антиколлекторское агентство (от др.-греч. Anti — вместо, против и англ. Collection — сбор) — агентство, специализирующееся на оказании юридической помощи кредитным должникам.

## Описание деятельности
Антиколлекторы — «кредитные» юристы. Их услугами пользуются должники и люди, имеющие кредитные долги. Для ведения гражданских дел не требуется статус адвоката.
Данные агентства занимаются решением проблем физических и юридических лиц, ставших должниками.
Антиколлекторские агентства пытаются защитить должников от коллекторских агентств и служб взыскания долгов; от служб безопасности банка; от уголовного преследования; от внесудебного взыскания долгов. Они представляют консультации, представляют интересы должников в суде. Также могут осуществлять процедуру банкротства физических лиц.

## Практика деятельности
Защита и отстаивание прав кредитных должников, антиколлекторские услуги делятся на три этапа.

### Досудебный порядок
Способ урегулирования спорной ситуации, не сопряжённый с обращением в суды и государственные органы исполнительной власти. В данном случае задача антиколлекторов – защита от коллекторов и служб банка, финансовый и юридический анализ ситуации, подача заявлений в банк и письменных жалоб.

### Судебный порядок
В данный этап входит обращение в суд и ведение судебного процесса, подача искового заявления о защите прав потребителей, расторжении кредитного договора, возврата комиссий, возврата денежных средств за навязанные услуги кредитора, уменьшении неустойки. В ходе судебного разбирательства оспаривается сумма долга с попыткой её уменьшить и по возможности полностью избавиться от задолженности, а в случае переплаты взыскание денежных средств с кредитора. На основании ухудшения финансового положения должника, в судебном порядке возможно получить беспроцентную рассрочку до 5 лет (на добровольное исполнение решения суда) — судебная реструктуризация долга. При необходимости оспаривается решение суда.

### Послесудебный порядок
После принятия судебного решения антиколлекторы могут встречаться с государственным судебным приставом, исполняющим свои обязанности по взысканию долга на основании исполнительного листа, а также решать некоторые вопросы с рассрочкой выплат и планом погашения задолженности.